# Schoffelbloedbij
De schoffelbloedbij (Sphecodes pellucidus) is een vliesvleugelig insect uit de familie Halictidae. De wetenschappelijke naam van de soort is voor het eerst geldig gepubliceerd in 1845 door Smith.